# Айманов, Меиржан Какпасынович
Меиржан Какпасынович Айманов (каз. Мейіржан Қақпасынұлы Айманов; 13 июля 1976 года, Джамбул, Джамбульская область, Казахская ССР — 26 августа 2021 года, войсковая часть 28349, разъезд Кайнар, Байзакский район, Жамбылская область, Казахстан) — казахстанский пожарный, полковник гражданской защиты, Народный герой Казахстана (2021 год, посмертно).

## Биография
Работал в органах гражданской защиты с сентября 1995 года. Окончил в 1997 году Павлодарский технический колледж, в 2003 году — Центрально-Азиатский университет, в 2015 году — Санкт-Петербургский университет ГПС МЧС России по специальности инженер пожарной безопасности.
19 марта 2021 года был назначен заместителем начальника Службы пожаротушения и аварийно-спасательных работ Департамента по чрезвычайным ситуациям Жамбылской области.
26 августа 2021 года в войсковой части в Байзакском районе Жамбылской области произошло возгорание возле одного из складов. Меиржан Айманов руководил на месте тушением пожара и эвакуационными работами. В результате пожара произошло несколько взрывов. После первого взрыва Айманов оправился и смог вытащить из пожара несколько коллег. Затем произошёл ещё один взрыв, в результате которого полковник погиб. За храбрость и самоотверженность, проявленные при исполнении служебного долга, указом президента Казахстана от 29 августа 2021 года Меиржану Айманову было посмертно присвоено звание «Халық Қаһарманы» (Народный герой) с вручением знака особого отличия — Золотой звезды и ордена «Отан».

## Награды
- Почётное звание «Халық Қаһарманы» (Народный герой) (29 августа 2021 года, посмертно)[4]
- Орден «Отан» (29 августа 2021 года, посмертно)[4]
- Нагрудный знак «За активное участие в спасательных операциях»[1]
- Юбилейная медаль «20 лет Комитету по чрезвычайным ситуациям Министерства внутренних дел Республики Казахстан»[1]
- Медали «За безупречную службу в органах противопожарной службы» ІІ, ІІІ степени[1]
- Медаль «За отличие в предупреждении и ликвидации чрезвычайных ситуаций»[1]